# Léster Blanco
Mark Léster Blanco Pineda (Soyapango, 17 gennaio 1989) è un calciatore salvadoregno, centrocampista o attaccante dello Jocoro.